# Фаллу, Альфред Пьер
Граф Альфред Пьер Фаллу́ (фр. Frédéric Alfred Pierre, comte de Falloux; 7 мая 1811 — 6 января 1886) — французский политический деятель и историк.
Фаллу посетил Петербург летом 1836 года и пробыл в нём несколько недель. К нему были приставлены Дантес, А. В. Трубецкой и Д. К. Нессельроде. В своих воспоминаниях Фаллу рассказал о посещении Петербурга и (со слов М. Д. Нессельроде и д’Аршиака) о дуэли и смерти Пушкина, которого назвал «кумиром России». Можно предположить знакомство с ним Пушкина.
С ранней молодости он стал постоянным посетителем салона Свечиной, имевшей на него сильное влияние; впоследствии он написал её биографию и издал её сочинения и переписку («Vie et oeuvres de M-me de Swétchine», Paris, 1859; 15 изд. 1884), «Lettres de M-me Swetchine» (2 volumes, 1862) Т. 1 Т. 2 (фр.). В её салоне он сблизился с Шарлем Монталамбером. В 1840 году он выпустил в свет своё первое сочинение, «Histoire de Louis XVI» (6 изд., П., 1881), написанное в духе строгого легитимизма и проникнутое католическими идеями. В том же духе написана «Histoire de saint Pie V, pape, de l’ordre des frères prêcheurs» (П., 1844; 4-е изд., 1869).
Избранный в 1846 году в палату депутатов, он явился в ней одним из видных представителей легитимистской и клерикальной оппозиции и особенно горячо отстаивал реформу народного просвещения в направлении так называемой свободы обучения (то есть предоставления широкого простора духовенству). Недовольный антиклерикальным направлением Гизо, Фаллу охотно признал в 1848 году республиканское правительство и обратился к роялистам Франции с циркуляром, в котором приглашал их последовать его примеру. Избранный в учредительное собрание, он явился в нём одним из вождей клерикальной партии.
29 мая 1848 года он был назначен докладчиком по вопросу о Национальных мастерских и отстаивал их закрытие, которое дало решительный толчок к июньскому восстанию. Выступил за конституцию 1848 года. После избрания Луи Наполеона на президентский пост он принял предложение войти в состав министерства Одилона Барро с портфелем министра народного просвещения и культов. Фаллу горячо защищал в национальном собрании римскую экспедицию, произнеся 6 августа 1849 года в её защиту крайне резкую речь против Жюля Фавра. А 30 октября 1849 года он подал в отставку. Разработанная им реформа народного просвещения была принята 15 марта 1850 года, уже после его выхода в отставку в октябре 1849 года, с некоторыми изменениями, но сохранила название «закон Фаллу». Этим законом был образован высший совет народного просвещения при министре, в состав которого входили четыре епископа и некоторые другие духовные лица; в каждом департаменте ему были подчинены советы просвещения, тоже с преобладающим влиянием духовенства. Этим советам был поручен надзор за всеми учебными заведениями, в частности, начальные школы были помещены под надзор местных пасторов. Этот надзор со стороны советов очень быстро клерикализировал все учебные заведения Франции, от низших до высших.
После декабрьского переворота Фаллу удалился в своё поместье и занялся сельским хозяйством. В 1856 году Фаллу выпустил в свет книжку «Le parti catholique, ce qu’il a été, ce qu’il est devenu», в которой признаёт завоевания Великой французской революции и старается примирить принцип политической свободы с господством католицизма и легитимистическими взглядами.
В 1856 году Фаллу был избран членом Французской Академии. Удалившись в своё имение, он работал в газете Монталамбера «Корреспондент», на страницах которой отстаивал идею конституционной монархии и либерального католицизма.
В 1867 году на католическом конгрессе в Мехельне он вместе с Дюпанлу отстаивал силлабус. В 1868 году он напечатал брошюру «La politique et l’agriculture», в которой доказывал, что опасность, угрожающая светской власти Пап, является одной из причин упадка сельского хозяйства. Он выступал кандидатом на выборах в 1866, 1869, 1870 годов, но не был избран. На католическом собрании в Версале 4 января 1872 года он предложил просить графа Шамбора о признании трёхцветного флага. Это вызвало недовольство среди части легитимистов; оправдываясь, Фаллу объяснил, что всегда был «испытанным легитимистом», но не хотел быть «ни легитимистом непоследовательным, ни легитимистом слепым». Обнаружившаяся в дальнейшем его поведении, готовность идти на компромиссы с республикой, привели к значительному охлаждению между Фаллу и его прежними союзниками, вследствие чего в последние 10 лет своей жизни он стоял вне политики.
Его брат Фредерик де Фаллу (1815—1884) с 1877 года был кардиналом в Риме. Он заявлял о принадлежности ему подлинного полотенца Святой Вероники, на котором было отпечатлено подлинное изображение лица Иисуса Христа (VI, 46).